# Доли (Грузия)
Доли (груз. დოლი) — село в Грузии, на территории Местийского муниципалитета края (мхаре) Самегрело-Верхняя Сванетия.

## География
Село находится в северо-западной части Грузии, на правом берегу реки Долра (правый приток Ингури), на расстоянии приблизительно 10 километров (по прямой) к западу от посёлка городского типа Местиа, административного центра муниципалитета.

## Население
По результатам официальной переписи населения 2014 года в Доли проживало 52 человека (28 мужчин и 24 женщины). В национальной структуре населения грузины составляли 100 %.
| Год  | Население, человек |
| ---- | ------------------ |
| 2002 | 162                |
| 2014 | ↘ 52               |